# مابل ریورا
مابل ریورا (اسپانیایی: Mabel Rivera‎؛ زادهٔ ۱۹۵۲) بازیگر اهل اسپانیا است.
از فیلم‌ها یا برنامه‌های تلویزیونی که وی در آن نقش داشته است، می‌توان به چروکیده‌ها، سونات سکوت، دریای درون و اشباح گویا اشاره کرد.